# Vanessa Robins
Vanessa Robins () é uma matemática australiana, cujos interesses de pesquisa incluem topologia computacional, processamento de imagens e estrutura de materiais granulares. É fellow nos departamentos de matemática aplicada e física teórica da Universidade Nacional da Austrália, onde foi ARC Future Fellow de 2014 a 2019.

## Formação
Robins obteve um bacharelado em matemática na Universidade Nacional da Austrália em 1994. Obteve um doutorado na Universidade do Colorado em Boulder em 2000, com a tese Computational Topology at Multiple Resolutions: Foundations and Applications to Fractals and Dynamics, orientada conjuntamente por James D. Meiss e Elizabeth Bradley.

## Contribuições
Uma das publicações de Robins, de 1999, é um dos três trabalhos que independentemente introduziram a homologia persistente na análise topológica de dados. Além de trabalhar em pesquisa matemática, colaborou com a artista Julie Brooke, da Australian National University School of Art & Design, na visualização matemática de superfícies topológicas.